# Asamblea Prefectural de Okinawa
La Asamblea Prefectural de Okinawa (沖縄県議会 Okinawa-ken gikai?) es el parlamento prefectural de Okinawa, Japón.
Está conformado por 48 miembros elegidos cada cuatro años por voto único no transferible, en 14 distritos. 13 de ellos son plurinominales, mientras que uno es uninominal.
Entre las funciones de la asamblea se encuentran, redactar y enmendar las leyes prefecturales, aprobar el presupuesto local y votar en designaciones importantes hechas por el gobernador, incluyendo a los vicegobernadores.

## Historia
A diferencia del resto de Japón, en donde el establecimiento de las asambleas de cada prefectura se hizo en los primeros años de la era Meiji, la asamblea prefectural de Okinawa fue creada a finales de esta, en abril de 1909. Luego de la batalla de Okinawa en 1945, donde Estados Unidos ocupó y gobernó la isla en las postrimerías de la Segunda Guerra Mundial, fueron abolidas las instituciones japonesas incluyendo la asamblea. 
Tras la devolución de Okinawa a Japón en 1972, se restituyeron los órganos constitutivos de la prefectura y el 25 de junio de 1972 se realizaron las primeras elecciones legislativas, donde fueron elegidos 44 diputados. Las elecciones más recientes fueron realizadas el 5 de junio de 2016, siendo la 12.ª elección.

## Composición actual
Hasta 2016, la mayoría de la asamblea estuvo a manos de la alianza gubernamental PLD-Komeito, pero tras las elecciones de dicho año, se conformó una alianza mayoritaria de varias agrupaciones de izquierda e independientes contrarias a la presencia de las bases estadounidenses en Okinawa, y alineados con el gobernador de la prefectura Takeshi Onaga.
Composición al 5 de junio de 2016:
| Composición de la Asamblea Prefectural de Okinawa                                                            | Composición de la Asamblea Prefectural de Okinawa |
| Grupo parlamentario (partido)                                                                                | Escaños                                           |
| --- | ------------------------------------------------- |
| Partido Liberal Democrático                                                                                  | 15                                                |
| Partido Socialdemócrata/Partido de la Masa Social de Okinawa/Yui Rengō ("Red para proteger la constitución") | 12                                                |
| Okinawa (grupo independiente)                                                                                | 8                                                 |
| Partido Comunista de Japón                                                                                   | 6                                                 |
| Kōmeitō | 4                                                 |
| Iniciativas desde Okinawa (Ishin no Kai)                                                                     | 2                                                 |
| Independientes                                                                                               | 1                                                 |
| Total | 48                                                |

## Distritos electorales
La mayoría de los distritos electorales corresponden a las actuales ciudades o a los antiguos condados (abolidos administrativamente en 1921, pero que aún sirve de referencia para los distritos electorales en Japón).
| Distritos electorales | Distritos electorales | Distritos electorales |
| Distrito              | Municipios | Circunscripción       |
| --------------------- | --- | --------------------- |
| Nago                  | ciudad de Nago | 2                     |
| Uruma                 | ciudad de Uruma | 4                     |
| Okinawa               | ciudad de Okinawa | 5                     |
| Ginowan               | ciudad de Ginowan | 3                     |
| Urasoe                | ciudad de Urasoe | 4                     |
| Naha                  | ciudad de Naha | 11                    |
| Tomigusuku            | ciudad de Tomigusuku | 2                     |
| Itoman                | ciudad de Itoman | 2                     |
| Nanjō                 | ciudad de Nanjō | 1                     |
| Miyakojima            | ciudad de Miyakojima pueblo de Tarama | 2                     |
| Ishigaki              | ciudad de Ishigaki pueblo de Taketomi pueblo de Yonaguni | 2                     |
| Condado de Kunigami   | villa de Kunigami villa de Ōgimi villa de Higashi villa de Nakijin pueblo de Motobu villa de Onna villa de Ginoza pueblo de Kin villa de Ie villa de Izena villa de Iheya         | 2                     |
| Condado de Nakagami   | villa de Yomitan pueblo de Kadena pueblo de Chatan villa de Kitanakagusuku villa de Nakagusuku pueblo de Nishihara                                                                | 5                     |
| Condado de Shimajiri  | pueblo de Yaese pueblo de Yonabaru pueblo de Haebaru pueblo de Kumejima villa de Tokashiki villa de Zamami villa de Aguni villa de Tonaki villa de Minamidaitō villa de Kitadaitō | 3                     |